# Konsulat RP w Bytomiu
Konsulat RP w Bytomiu (niem. Polnisches konsulat in Beuthen O.S.) – polska placówka konsularna działająca w okresie międzywojennym w ówczesnym Beuthen O.S.
Urząd konsularny w randze konsulatu przeniesiony w 1922 z Opola celem reprezentowania spraw polskich w tej części Niemiec. Na początku lat dwudziestych nadano mu rangę konsulatu generalnego. W 1931 konsulat powrócił do Opola.
Budynek b. konsulatu w Bytomiu nie zachował się - uległ spaleniu w 1945.

## Kierownicy placówki
- 1922 - Stanisław Ptaszycki, wicekonsul
- 1922-1928[1] - dr Aleksander Roman Szczepański, konsul generalny
- 1928[1]-1931 - Leon Malhomme, konsul generalny

## Siedziba
Placówka mieściła się w budynku z 1862 b. hotelu "Lomnitz" przy Gleiwitzerstraße 10, obecnie ul. Gliwickiej 17, wcześniej mieszczącego Polski Komisariat Plebiscytowy.